# Forskelligblomstret viol

 Forskelligblomstret viol  (Viola mirabilis) er en 10-25 cm høj urt i viol-familien.
Arten er kategoriseret som sårbar (VU - vulnerable) på den danske rødliste . Den ses mest på Øerne, gerne på fugtig, skygget, kalkrig muldbund i løvskove. Ret almindelig i det øvrige Norden .

## Beskrivelse
Forskelligblomstret viol er en lav plante med bredt hjerteformede grundblade i roset og opstigende, bladbærende stængler. Både stængler og bladstilke er ensidigt hårede 
Planten bærer blomster i to sæsoner. I det tidlige forår dannes storkronede, åbne, blegviolette blomster. Senere på året dannes lukkede, selvbestøvende blomster (kleistogami) . De storkronede forårsblomster udgår fra grunden, ved rosetbladenes hjørner, mens de kleistogame blomster udgår fra den bladbærende stængel. Kleistogami ses hos flere arter af viol, men er meget tydelige hos forskelligblomstret viol i kraft af deres størrelse og position. Deraf navnet. Også det latinske artsepitet, mirabilis, der betyder "fourunderlig", hentyder til den meget tydelige forekomst af to forskellige slags blomster .
Frøene har myrelegeme og spredes hovedsageligt af myrer.
Hybrider ses af og til med skov-, krat- og sandviol .